# Avitta babooni
Avitta babooni är en fjärilsart som beskrevs av George Thomas Bethune-Baker 1906. Avitta babooni ingår i släktet Avitta och familjen nattflyn. Inga underarter finns listade i Catalogue of Life.